# سفارة صربيا في النرويج
سفارة صربيا في النرويج هي أرفع تمثيل دبلوماسي لدولة صربيا لدى النرويج. تقع السفارة في أوسلو وهي تهدف لتعزيز المصالح الصربية في النرويج.

## وصلات خارجية
- الموقع الرسمي
- قائمة سفارات صربيا
- قائمة السفارات في النرويج